# المغواة
سهل صغير المساحة تحيط به جبال أجا من جميع الجهات عدا مدخل صغير من الجانب الشمالي، تعتبر المغواة ضمن معالم منطقة مشار، وأقيم فيها مؤخرا منتزها وطنيا للإستقبالات الرسمية والاحتفالات وهو مجهّز بعدة صالات وأقيمت به عدة احتفالات وطنية، وقد فاز منتزه المغواة الوطني بجائزة أفضل منتزه وطني عربي لعام 2008، ومنتزه المغواة الوطني قد تم فيه إقامة حفل لـخادم الحرمين الشريفين عند زيارته لـمنطقة حائل عام 2006، وهو الآن مقرا لمهرجان صيف حائل...